# 33-тя піхотна дивізія (Третій Рейх)
33-тя піхотна дивізія (Третій Рейх) (нім. 33. Infanterie-Division) — піхотна дивізія Вермахту за часів Другої світової війни. 11 листопада 1940 перетворена на 15-ту танкову дивізію.

## Історія
33-тя піхотна дивізія була створена 1 жовтня 1936 року в Дармштадті в XII військовому окрузі (нім. Wehrkreis XII) під час 1-ї хвилі мобілізації Вермахту.

## Райони бойових дій
- Німеччина (жовтень 1936 — травень 1940);
- Бельгія, Франція (травень — жовтень 1940);
- Німеччина (жовтень 1940).

## Командування

### Командири
- генерал-майор Ойген Ріттер фон Шоберт (нім. Eugen Ritter von Schobert) (1 жовтня 1936 — 3 лютого 1938);
- генерал-майор, з 1 червня 1939 генерал-лейтенант, з 1 червня 1940 генерал артилерії Герман Ріттер фон Шпек (нім. Hermann Ritter von Speck) (1 березня 1938 — 29 квітня 1940);
- генерал-майор Рудольф Зінценіх (нім. Rudolf Sintzenich) (29 квітня — 5 жовтня 1940);
- генерал-майор Фрідріх Кюн (нім. Friedrich Kühn) (5 жовтня — 1 листопада 1940).

## Нагороджені дивізії
Нагороджені дивізії
|  | Кавалери Лицарського хреста Залізного хреста | 2 |